# Трюфель
Трю́фель (народна назва земляне серце) (Tuber) — рід сумчастих грибів із підземними м'ясистими плодовими тілами з порядку пецицієві. До справжніх трюфелів належать їстівні види, які вважають цінним делікатесом. «Трюфелями» називають й інші гриби зі схожими плодовими тілами, наприклад із родів Choiromyces, Elaphomyces та Terfezia. Серед них також є їстівні, але в кулінарії їх цінують значно менше. Інколи вони потрапляють у продаж як «фальшивий делікатес». Трюфелі можуть жити на глибині 30—50 см під землею. За деякими джерелами стало відомо, що  трюфелі ростуть і в Україні.

## Опис та екологія
Ростуть у лісах як сапротрофи або створюють мікоризу з коренями дерев. Деякі плодові тіла в розрізі за малюнком нагадують мармур. Міцелій трюфелів утворює мікоризу з корінням дуба, рідше граба. Розмножується спорами, як і всі гриби.

## Види
- Tuber aestivum — трюфель їстівний
- Tuber brumale — трюфель справжній чорний
- Tuber gibbosum;
- Tuber himalayensis — трюфель гімалайський;
- Tuber magnatum — трюфель італійський або трюфель п'ємонтський
- Tuber melanosporum — трюфель перигорський або трюфель чорний
- Tuber mesentericum;
- Tuber oregonense — трюфель орегонський
- Tuber sinensis — трюфель китайський
- Tuber borchii — трюфель Борха

## Практичне значення
Справжні трюфелі їстівні. Найбільше цінують такі: трюфель перигорський, італійський та зимовий. Ростуть насамперед у дубових та букових гаях Південної Франції та Північної Італії, де вони мають велике промислове значення. Мають грибний смак з присмаком підсмаженого насіння чи волоських горіхів та сильний характерний запах. Якщо потримати трюфель у воді, то він набуде присмаку соєвого соусу. Трюфелі шукають у диких гаях за допомогою спеціально навчених пошукових собак та свиней з тонким нюхом. Самостійно під листям можна знайти трюфель, якщо над ним літають мушки.

## Трюфель у культурі
На відміну від поширеної хибної думки, трюфелі все ж таки можна культивувати. Перші вдалі спроби здійснили вже в 1808 році. Було помічено, що трюфелі росли поміж коренями тільки деяких дубів. У 1808 році Жозеф Талон (Joseph Talon) висадив жолуді з тих дубів, під якими знаходили трюфелі. Через декілька років, коли дерева виросли, під їхніми коренями знайшли трюфелі. У 1847 році Оґюст Руссо (Auguste Rousseau) засадив 7 гектарів таких жолудів і зрештою зібрав великий урожай трюфелів, за що отримав приз на всесвітній виставці в Парижі в 1855 році.
У кінці 19-го сторіччя трюфельними гаями було засаджено вже 750 км2, з яких зібрали до 1000 тонн «чорних алмазів кулінарії». Однак внаслідок занепаду сільського господарства у Франції у 20-му сторіччі багато з трюфельних гаїв занедбали. Кількість зібраних трюфелів з року в рік скорочується. Останніми роками урожай цих грибів не перевищував 50 тонн.
Існують французька, австралійська та деякі інші технології вирощування трюфелів.
В Україні агроексперт з овочівництва, труфокультури Олександр Джига відродив Труфокультуру спільно з Романом Жолобко, українцем родом з Калушу, який очолює більше 30 років компанію по переробці та продажу  трюфеля в Іспанії.  Вони створили "Євро Азіатську Трюфельну Асоціацію", яка проводить навчання фермерів по труфокультурі. Веде активну співпрацю з Іспанською Трюфельною Асоціацією, Асоціацією Труфальє Теруеля, мікологами із США та найбільшим та найвідомішим продавцем трюфеля в світі сім'єю Урбані "Urbani Tartuffi".
Промислові плантації трюфеля висаджені у Вінницький, Житомирський та Київській областях. Саджанцями дуба та ліщини завезеними з Іспанії та Італії, або інокульованими в Україні. 

### Трюфелі в косметології
Італійський концерн ISHI-Dafla Group виробляє з трюфелів косметику. За твердженням фірми, дослідження двели, що декілька крапель екстракту з трюфелів здатні значно зменшити глибину зморшок, підтягнути шкіру й буквально розчинити пігментні плями.

## Інші трюфелі
Білий, польський або троїцький трюфель має плодове тіло зі світлою м'якоттю, схоже зовнішнім виглядом та розмірам на картоплю; росте в лісах Західної Європи, України, Білорусі. Їстівний.
Серед так званих степових трюфелів, «томболанів»(рід Terfezia), теж є їстівні. Ростуть у Південній Європі, Північній Африці, Південно-Західній Азії — в Азербайджані та в Туркменістані.

## Поширення в Україні
В Україні зимовий трюфель росте в дібровах лісостепу Правобережної України та Криму. Літній трюфель поширеніший, зокрема, у дубових лісах лісостепу східних регіонів країни. Зимовий трюфель утворює плодове тіло з листопада по березень, літній — у серпні–вересні.

## Галерея

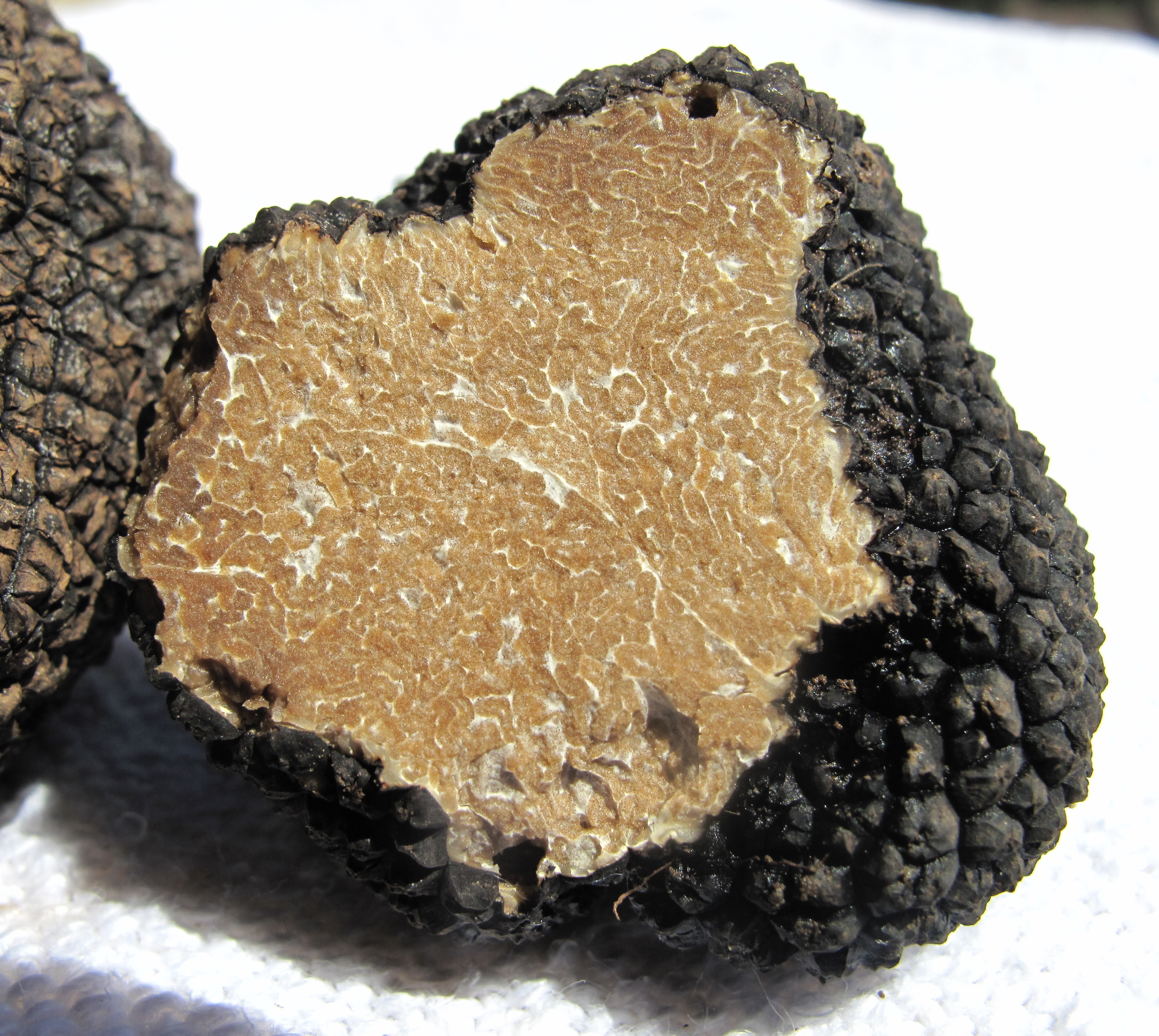
Трюфель їстівний Tuber aestivum
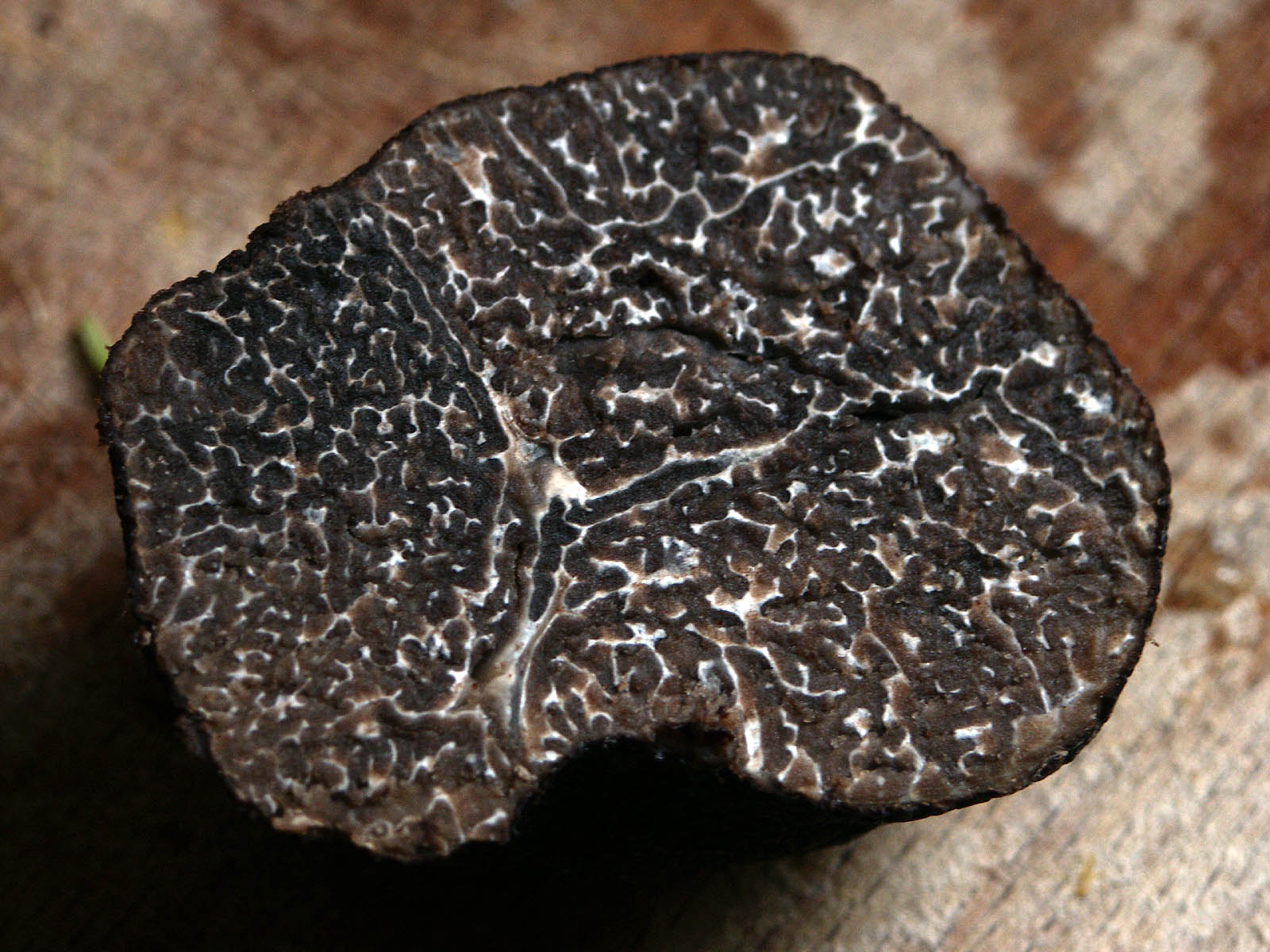
Трюфель чорний Tuber brumale
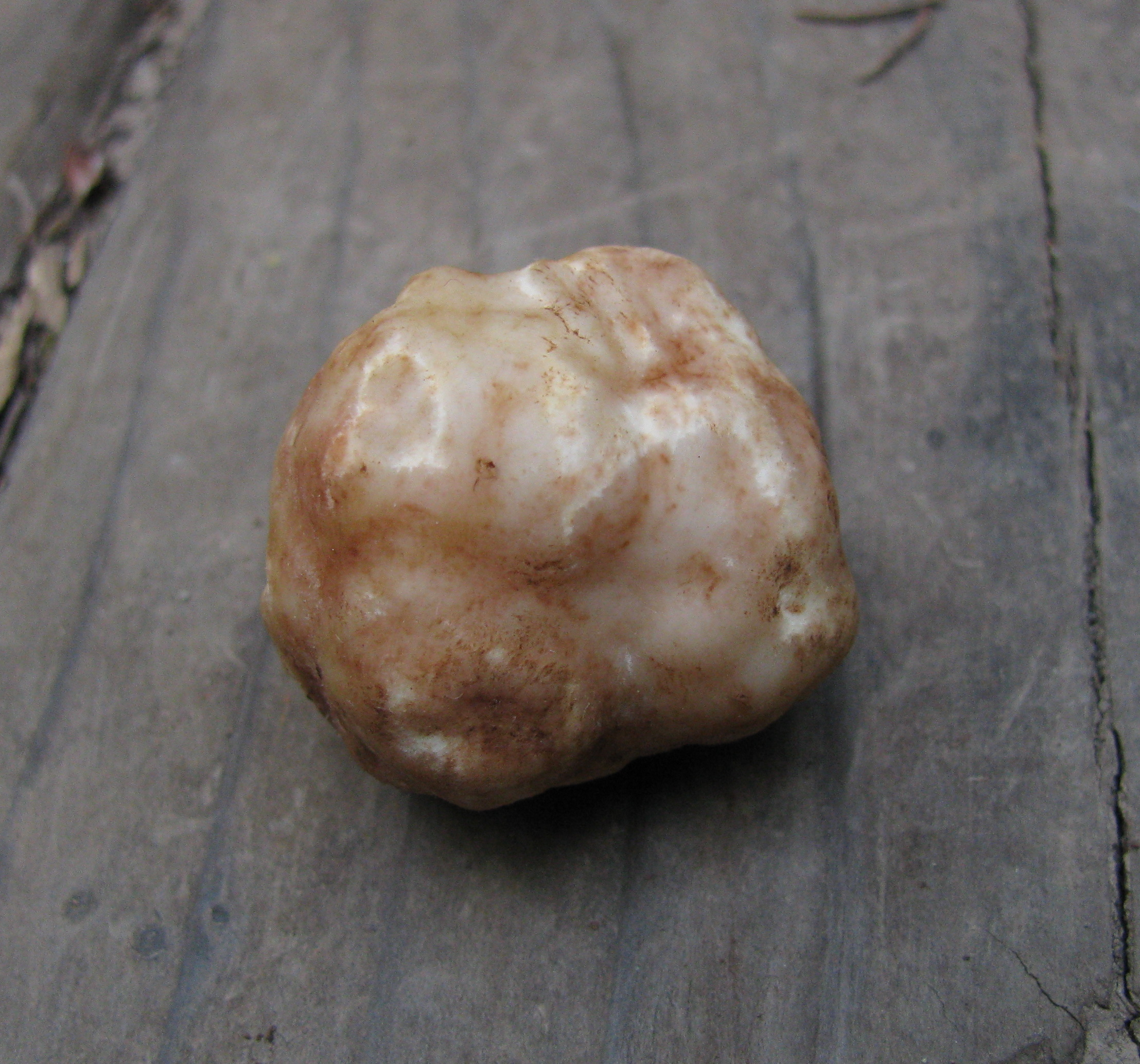
Tuber gibbosum
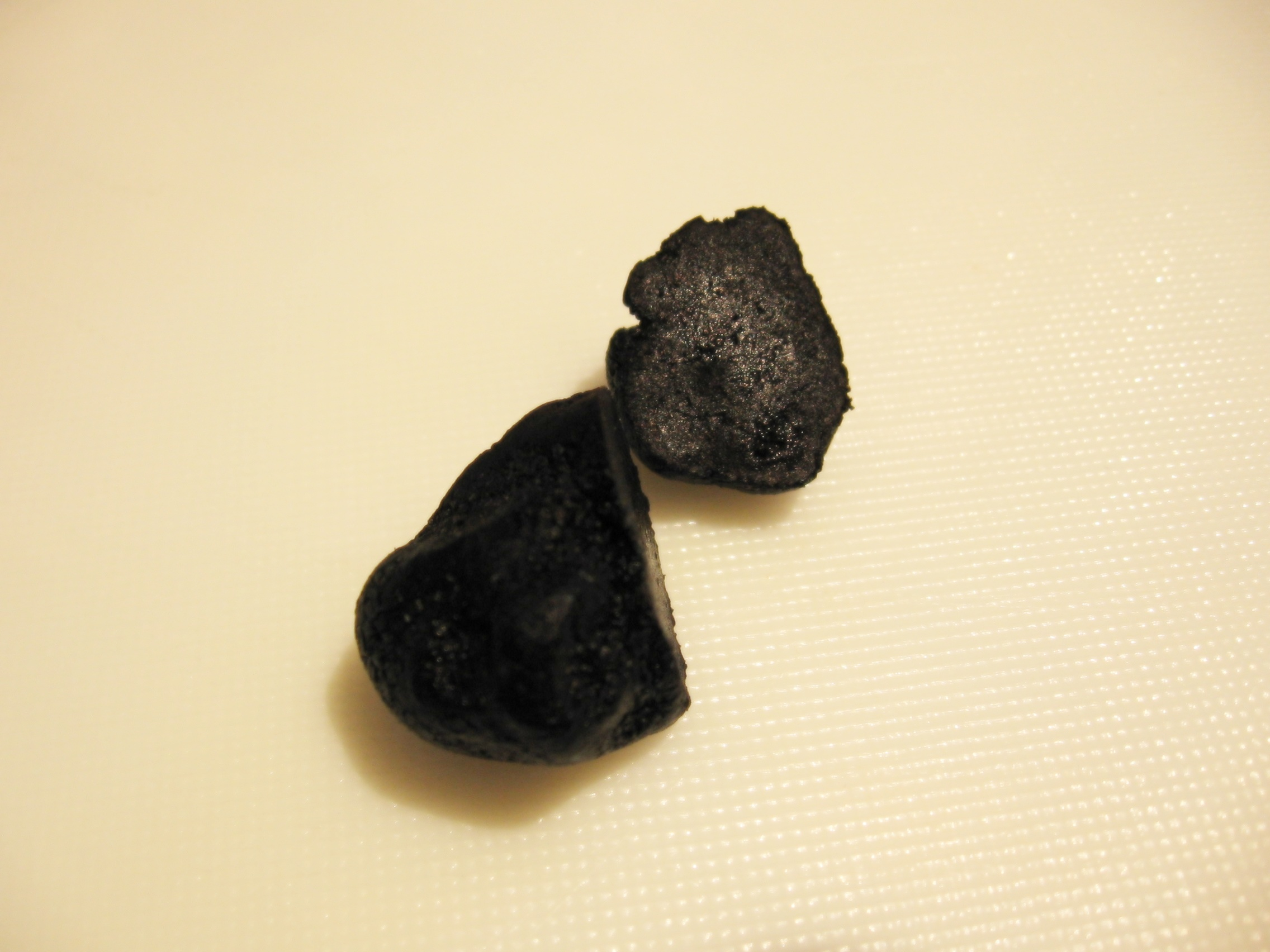
Трюфель китайський Tuber indicum
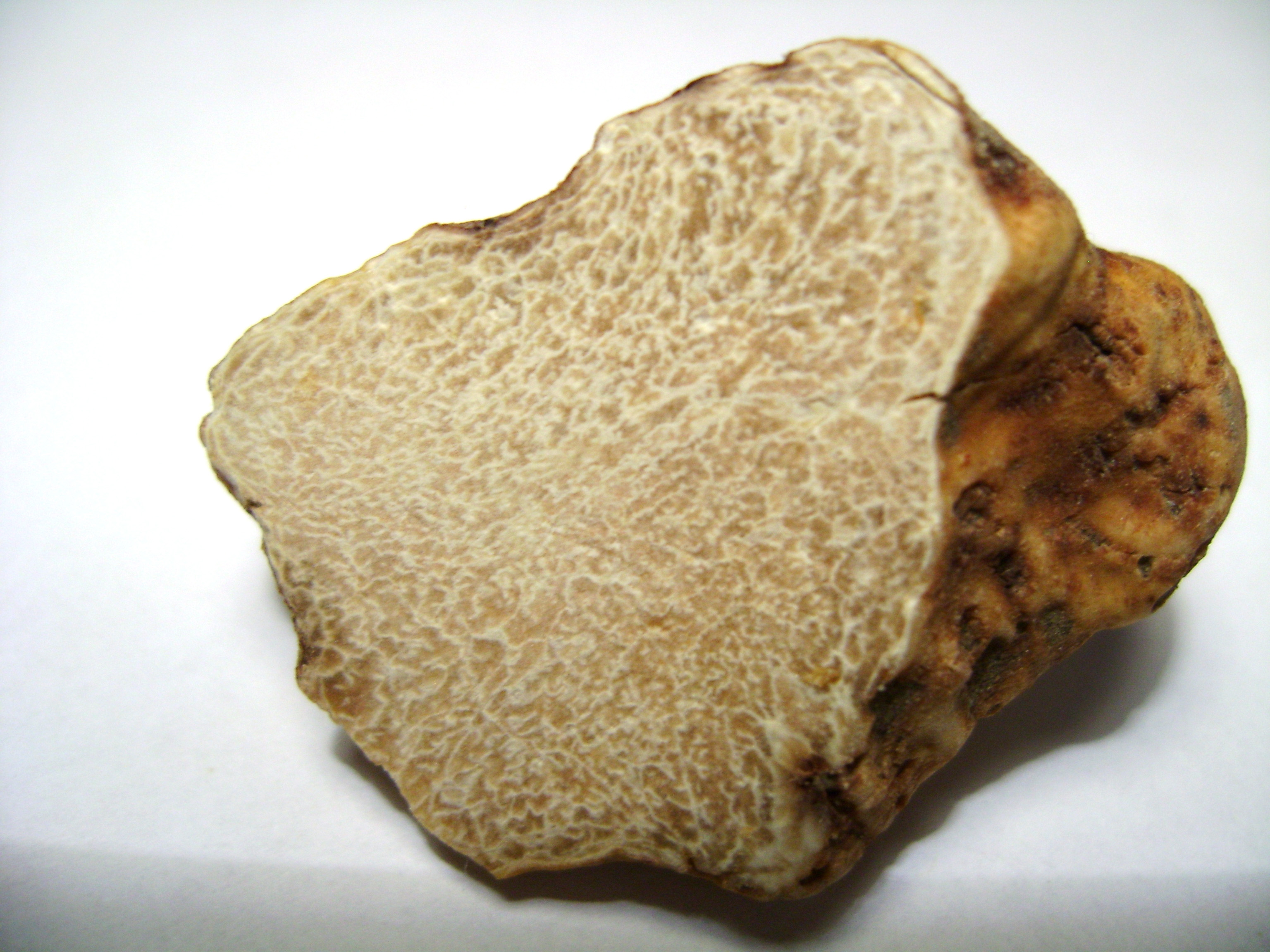
Трюфель італійський Tuber magnatum
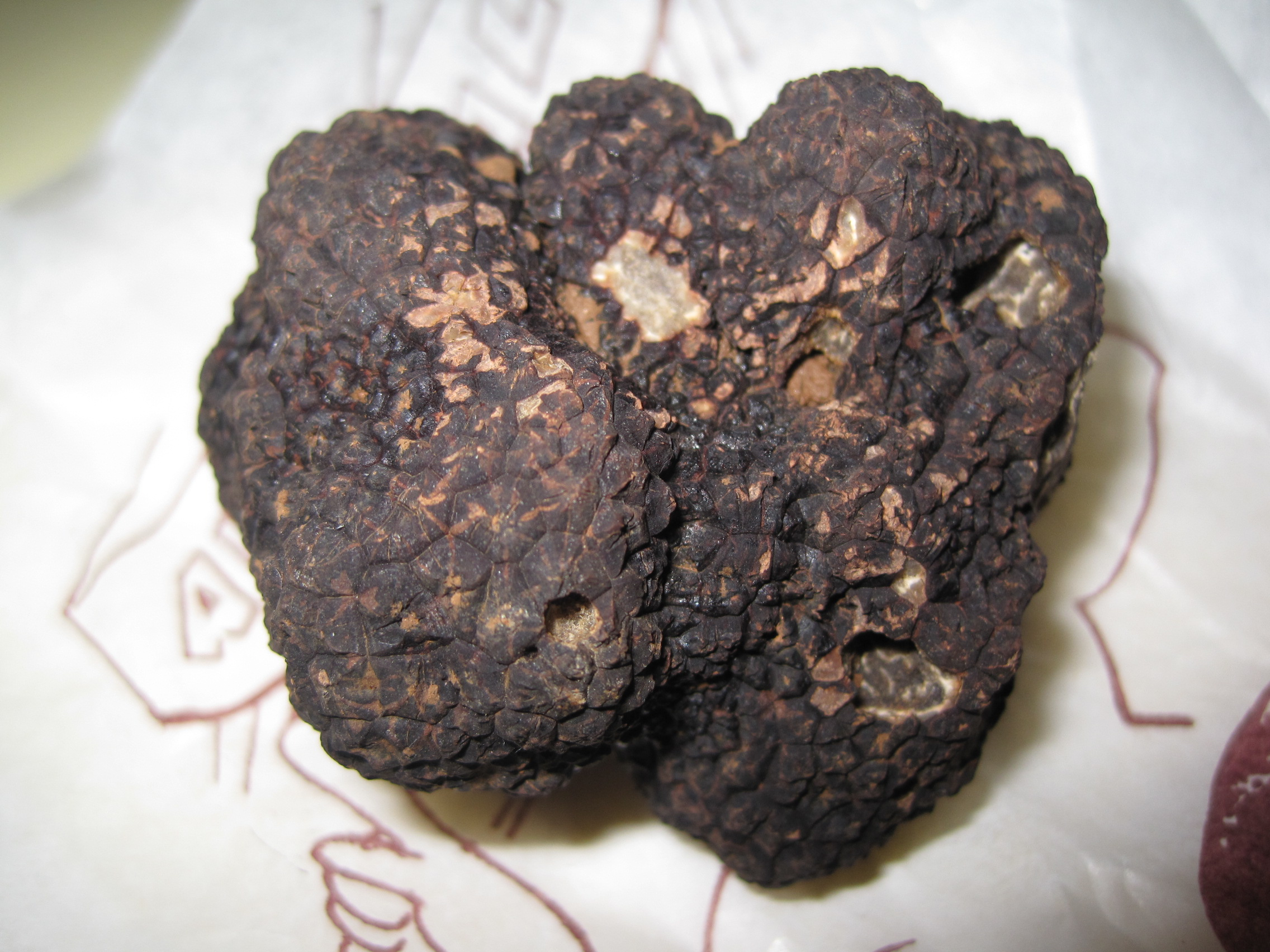
Трюфель перигорський Tuber melanosporum